# Focke-Wulf Fw 47
Фокке-Вульф Fw 47 (нем. Focke-Wulf Fw 47) - немецкий самолёт метеорологической разведки. Fw 47 представлял собой одномоторный двухместный моноплан-парасоль. Производство Fw 47 велось в период с 1934-1938 годах. Fw 47 эксплуатировались в гражданской авиации, неся службу на десяти метеорологических станциях, разбросанных по территории Германии. Но в 1944 году все остававшиеся в лётном состоянии FW 47 были забраны люфтваффе. Их передали планерным группам для использования в качестве самолётов-буксировщиков.